# Syngenta
Syngenta je švýcarská agrochemická firma zaměřená na výrobu pesticidů, zemědělských osiv a geneticky modifikovaných plodin. Firma zaměstnává více než 20 tisíc lidí asi v 90 zemích světa a je kótovaná na švýcarské a newyorské burze.[zdroj?]

## GMO
V České republice firma Syngenta usiluje o získání povolení provádět na čtyřech místech pokusy s geneticky modifikovanou kukuřici GA 21.[zdroj?]
V zahraničí měla firma Syngenta problém s ilegálním pěstováním geneticky modifikovaných plodin. V Brazílii dostala od agentury pro ochranu životního prostředí pokutu 1 milion realů (cca 386 tisíc euro) za provádění nezákonných pokusů s GM sójou v ochranné zóně parku Iguacu Falls.

## Pesticidy
Syngenta je také výrobcem vysoce toxického pesticidu paraquat, jehož užívání bylo pod dlouhé právní bitvě v Evropské unii zakázáno, když evropský soud zrušil povolení vydané Evropskou komisí na základě žaloby Švédska. Syngenta je přitom hlavním celosvětovým výrobcem paraquatu.